# Márinski (Tbilískaya, Krasnodar)
Márinski (del ruso: Марьинский) es un jútor del raión de Tbilískaya del krai de Krasnodar, en Rusia. Está situado en las tierras bajas de Kubán-Azov, en la orilla derecha del río Zelenchuk Vtorói, afluente del Kubán, frente a Dalni, 11 km al suroeste de Tbilískaya y 94 km al este de Krasnodar, la capital del krai. Tenía 859 habitantes en 2010.
Es cabeza del municipio rural Márinskoye, al que pertenecen asimismo Dolinov, Zúbov, Zaichanski, Zisermanovski, Yekaterinoslavski y Tersko-Kalambetski.